# Avguštinski samostan Klosterneuburg
Samostan Klosterneuburg se nahaja severozahodno od Dunaja, v istoimenskem mestu Klosterneuburg (Spodnja Avstrija) in je del Kongregacije avstrijskih avguštinski kanonikov. Kompleks je na utemeljil avstrijski mejni grof Leopold III. Sveti in njegova žena Agnes von Waiblingen v začetku 12. stoletja.
Prvotni samostan je bil od začetka do leta 1722 dvojni samostan z avguštinskimi ženskami. Dobro ohranjeni ostanki kora Frauenkirche sv. Magdalene na samostanskem trgu priča o tem še danes. 
V kasnejših stoletjih je bil samostan razširjen in večkrat prezidan, tako da se predstavlja kot impresiven konglomerat srednjeveških, baročnih in historicističnih stavb. Samostan Klosterneuburg je še vedno živahno središče katoliške vere, v njem je pomembna umetniška zbirka in je ena največjih in najstarejših vinskih kleti v Avstriji.
2006 je samostan prejel nagrado Europa Nostra Preis za prenovo sprejemne dvorane (Sala terrena).

## Zgodovina

### Začetki
O ustanovitvi samostana Klosterneuburg obstaja Legenda o tančici. Na dan poroke mejnega grofa Leopolda III. in njegova žene Agnes von Waiblingen sta stala v zgornji sobi svojega gradu na Leopoldsbergu, ko je nenaden sunek vetra zajel poročna tančico Agnes in jo odnesel. Šele devet let kasneje je pobožni mejni grof našel ženino tančico med lovom v gozdu Klosterneuburga - ujeto v brezhibnem stanju na cvetočem starejšem drevesu. To je treba razumeti kot božji znak, zakaj Leopold III. je na tem mestu zgradil samostan. V kasnejši fazi je bila ta legenda dodatno obogatena s prikazovanjem Marije.
V resnici pa Klosterneuburg na začetku 12. stoletja ni stal sredi gozdov. Samostanski hrib je bil poseljen že v prazgodovini in v 1. stoletju n. št. pa so Rimljani zgradili utrdbo za zaščito Limes Pannonicus. Na ruševinah tabora je bilo verjetno manjše naselje, ki ga je Leopold III. že v 11. stoletju določil za svoje prebivališča in leta 1114 za ustanovitev sekularnega samostana. Prvotni cilj te ustanovitve je bila morda ustanovitev avstrijske škofije, zaradi česar je eden od najbolj nadarjenih sinov Leopolda III., pozneje Otto von Freising, leta 1126 imenovan za drugega predstojnika in ga poslali na študij v Pariz. Načrti za lastno škofijo so bili neuspešni zaradi odpora škofov Passaua, Salzburga in Gurka. Nato je bil samostan leta 1133 predan pravim avguštinskim kanonikom. Prvi predstojnik te nove skupnosti je bil blagoslovljen Hartmann, pod čigar vladanjem je bila končana samostanska cerkev in je bila posvečena 29. september 1136. Nekaj mesecev kasneje, 15. novembra 1136, je umrl mejni grof Leopold III. Pokopali so ga v kapiteljski dvorani (današnji Leopoldovi kapele), kjer je njegov grob kmalu postal romarsko mesto.

### Visok in pozni srednji vek
Samostan Klosterneuburg se je hitro razvil v kulturni in teološki center. V času predstojnikov Marquarda (1140-1167) in Rüdigerja (1167-1168), ki sta bila povezana z Gerhoch von Reichersbergom, je nastala reforma duhovščine in boj proti nastajajoči sholastiki. V tem duhu je bil vsebinski program Klosterneuburger Ambos dobro razvit (kasneje Verdunski oltar). To ustreza srednjeveški tipologiji in je lahko posledica predstojnika Rüdigerja, čeprav je edinstveno delo nastalo le v okviru njegovega naslednika, predstojnika Wernherja (1168-1185), naročeno in končano leta 1181. Pod vojvodom Leopoldom VI. je Klosterneuburg, v letih okoli 1200, pridobil funkcijo prebivališča Babenberžanov. Leopold VI. je ne samo zgradil novo palačo, ampak tudi tako imenovano Capella Speciosa - palačno kapelo, ki velja za prvo gotsko stavbo v Avstriji. Ko je bila leta 1222 posvečena, se je vojvoda preselil nazaj na Dunaj. Obe stavbi sta zdaj le še razvalini. Ob gradnji kapele se je ohranil gotski vhod in nekaj desetletij pozneje so bili deli samostana - križni hodnik - tudi obnovljeni.
Kulturni razcvet je samostan doživel zlasti v prvi polovici 14. stoletja pod predstojnikom Stephanom von Sierndorfom (1317-1335), ki je pridobil veliko umetnin in izvedel obnovitvena dela. To je omogočil tudi požar leta 1330, nakar je bil samostan potreben popravila in prenove. Pod predstojnikom Stephanom je bil  1330/31 zaključen gotski križni hodnik iz Klosterneuburger Ambo, za eno krilo oltarja, in glede na delo zlatarjev je v redu. V poznem 14. stoletju se je končno začel graditi tudi v južni stolp cerkve v gotskem slogu. Vendar je stolp ostal na ravni cerkvene strehe in bil le začasno zaprt.
V 15. stoletju je mandat predstojnika Georga Muestingerja (1418-1442) ponovno obudil kulturni in znanstveni razcvet. V njegovem imenu so po vsej Evropi kupovali pomembne pridobitve za knjižnico (danes hranijo 1250 rokopisov, 1500 inkunabul in okrog 80.000 zvezkov), pa tudi izdelovali nove rokopise v samostanu. S prijateljem, dunajskim astronom Johannesom von Gmundenom, se je predstojnik ukvarjal tudi z astronomijo in kartografijo.
Med 14. in 15. stoletjem se je samostan nadalje ukvarjal z dolgotrajno kanonizacijo ustanavljanja. Čeprav je bil Leopold III. kmalu po smrti leta 1136, počaščen, so njegovo zapuščino sistematično obdelovali do prve polovice 14. stoletja. To se vidi iz leta 1323 zabeleženih čudežev, ki so morali potekati na grobu - kaj lahko povzročalo močne vplive na romarje. Na željo vojvode Rudolfa IV. je papež Inocenc VI. ob koncu leta 1358 končal proces kanonizacije za Babenbergerje. Zaradi težkih političnih razmer (Zahodni razkol ali zahodna šizma) je ta projekt kmalu zastal. Šele cesar Friderik III. je proces oživel. Po uspešnem zaključku je kanonizacija potekala 6. januarja 1485 pod papežem Inocencem VIII. v Rimu. Formalna raziskava ostankov novega svetnika je potekala 15. februarja 1506 od cesarja Maksimilijana I., ki je obiskal samostansko cerkev v Klosterneuburgu.

### Zgodnja moderna doba
V čas upravljanja predstojnika Georgea Hausmanstetterja (1509-1541) sodi obleganje Dunaja leta 1529, ko je bil samostan neposredno ogrožen in se je odločil za zaprtje in skupaj s cerkvenimi zakladi pobegnil v Passau. V Klosterneuburgu je ostal samo kraljevi poveljnik Melchior von Lamberg, ki je z najetimi plačanci odhitel v obrambo mesta in uspel, da se je ubranil obleganja Klosterneuburga, ki se je začel 27. septembra. Ko se je konvent vrnil, je predstojnik Georg najprej zatrl širjenje protestantskih idej v samostanu. Toda, ko je umrl leta 1541, so izginili ne samo številni kanoniki, ampak tudi odpor do protestantizma. Nekaj let kasneje so bili v samostanski cerkvi objavljeni nauki Martina Luthra. Predstojnik Kaspar Christiani (1578-1584) je bil zadolžen od cesarja Rudolfa II. da v samostan v katolicizem.
V času katoliške protireformacije je samostan spet pridobil svojo nekdanjo pomembnost. 15. novembra 1616 je nadvojvoda Maksimilijan III. na Leopoldifest, Klosterneuburgu in samostanu podaril avstrijsko nadvojvodsko kapo. Tako je samostan postal varuh "sveto krono države.
Nekoliko kasneje se je začela barokizacija samostanske cerkve, ki je potekala v več fazah med letoma 1634-1730. V prvi fazi (1634-1645) se je nadaljevala gradnja na predhodno nedokončanem severnem stolpu na zahodni fasadi, zgrajenem v gotskem slogu (podobno južni stolp), in sicer je bila okrašena v baročnih oblikah, dokončali so tudi čudovit orgle. V drugi fazi (1680-1702) so jo opremili s freskami, štukaturami in oltarji v ladji. 1723-1730 je končno potekalo preoblikovanje prezbiterija po osnutkih Matthiasa Steinlsa. Baročni slog je bil tukaj prekinjen zaradi drugega obleganja Dunaja leta 1683, ko je bil Klosterneuburg spet v nevarnosti in so kanoniki spet pobegnili s cerkvenimi zakladi v Passau. V obrambi mesta sta igrala ključno vlogo predvsem laična brat Marcellin Orthner, saj sta zavzetje mesta preprečila.

### "Avstrijski Escorial "
Pod predstojnikom Ernestom Pergerjem (1707-1748) se je v samostanu Klosterneuburg začel eden izmed najbolj impresivnih projektov baroka. Tako so imeli že v 1714 podane projekte za vseobsežno obnovo po pogodbi z Jakobom Prandtauerjem, a dela niso bila izvedena iz neznanih razlogov. Po posredovanju Melkerskega opata Bertholda Dietmayrja je bila končno leta 1730 naročena Donato Felice d'Allio z reprogramiranje celotnega samostanskega kompleksa, ki je določal prostorna nova štiri pravokotna dvorišča. Vendar pa potem, ko je postalo jasno, da je hotel cesar Karel VI. samostan urediti kot "avstrijski Escorial" - hotel je veličastno samostansko prebivališče v enem obnovljenem in bivanjskem delu - je moral d'Allio prilagoditi svoje načrte in dati  prednost večjemu sijaju. Tudi cesarski arhitekt je bil naprošen, da stran, katere glavni arhitekt je bil Joseph Emanuel Fischer von Erlach, poviša za eno nadstropje, fasado dinamizira in jo naredi monumentalno, s kronami Habsburžanov kot kupolami nadgradi. Kljub temu, da je cesarska hiša odločilno vplivala na zasnovo objekta, je stroške v celoti kril samostan.
Zakaj se je Karel VI. odločili za to velikanski gradbeni projekt v Klosterneuburgu, ni povsem jasno. Menijo, da bi z gradnjo avstrijskega Escoriala nadomestil izgubo španske krone (vojna za špansko nasledstvo). Pomembna pa je bila tudi lokacija. Po tem ko je Sveti sedež Leopolda priznal za svetnika, si ga je habsburška vladarska hiša kmalu štela za (fiktivnega) prednika. Z vzpostavitvijo novega prebivališča na grobu svetnika bi verjetno jasno postavili kontinuiteto v Avstriji.
Gradnja je dobro napredovala. Začelo se je z uvedbo ukrepov predvidenih v severovzhodnem vogalu cesarskega trakta, ki je bil že zajet leta 1733. 1735 sta bili zaključeni dve od devetih načrtovanih kupol. Predstavljali sta cesarsko krono in avstrijsko vojvodsko kapo. 1740 je Karel VI. nepričakovano umrl, pri čemer gradbena dela niso bila končana. Po cesarjevi smrti (in zaradi pomanjkanja interesa njegove hčerke Marije Terezije za projekt) samostan ni imel nobene spodbude, da bi še naprej nosil ogromne stroške gradnje. Zato se je gradnja ustavila in končali so le opremo trenutnega stanja - približno 1749 v marmorni dvorani fresko Daniela Grana. Najprej je bilo 1834-1842 po načrtih Jožefa Kornhäusela vsaj eno od načrtovanih štirih dvoriščih zaključeno. Tako je avstrijski Escorial  na koncu ostala le torzo.

### Razsvetljenstvo in 19.  stoletje
V času Jožefinskih reform (sekularizacija) ni bil tako hudo prizadet zaradi svoje močne zaveze v pastorali in ni bil odpravljen. Kljub temu pa so bile zgrajena številne dodatne župnije, nekatere kapele (vključno Capella speciosa) pa so bile 1787 oskrunjene. Težki časi, predvsem gospodarski, pa so bili za samostan v času Napoleonovih vojn. Tako so francoski vojaki, ki so zasedli Klosterneuburg 11. novembra 1805 zapravili ogromne zneske, kot bi bil požar. Čeprav so Francozi po miru v Pressburgu v 1806 Klosterneuburg zapustili, so 10. maja 1809, ponovno prišli. Zaloge vina iz samostana so odvzeli in povzročili veliko škodo. 29. novembra 1809 so zadnji francoski okupatorji odšli. Po teh vojnah je bila Avstrija v katastrofalnem gospodarskem položaju, kar je razlog, zakaj je cesar naročil oddajo plemenitih kovin, in številni zakladi samostana so padli kot žrtev  - vključno srebrni relikviarij svetega Leopolda in srebrni kip svetnika, ki ga je podaril nadvojvoda Maksimilijan III.
V času historicizma se je končno začela "obnova" nekaterih delov. Projekte je narisal dunajski katedralni arhitekt Friedrich von Schmidt. 1869-1881  je bilo opravljeno delo v križnem hodniku, kjer so bila nekatera področja rekonstruirana v njihovi domnevno prvotni gotski obliki. Staro stekla so nato nadomestili z novimi, ki so bila izdelana v podjetju Geyling iz Dunaja. 1882-1893 je sledila obnova samostanske cerkve, katere zahodni stolpi so postali zastareli. Prvotno različno visoki stolpi so zdaj enake višine 82,75 m, poenoteni in opremljeni s kipi Franza Christopha Erlerja. Zunanjost ladje je bila predelana v smislu neoromanske arhitekture.

### 20. in 21. stoletje
Bolj znane osebnosti iz samostana v začetku 20. stoletja so Wolfgang Eduard Pauker, ki spodbujal mladega Egona Schieleja (ekspresionistični slikar) in Friedrich Gustav Piffl, kasneje dunajski nadškof. Posebnega pomena pa je bil Pius Parsch, ki je med prvo svetovno vojno na fronti kot kaplan delal in je opazil, kako malo vojakov je vedelo o veri in liturgiji. Ko se je vrnil v samostan, je vlagal velike napore v spremembe. Objavljal je ljudske spise, vodil svetopisemske tečaje v različnih jezikih.
Pod nacionalsocializmom je šel samostan skozi zlasti težko obdobje, ki je 30. aprila 1941 privedlo tudi do zaprtja in razlastitve samostana. Nekateri kanoniki so se skrili v odporniškem gibanju - zlasti Roman Karl Scholz, ki pa je bil izdan in usmrčen v letu 1944. V tem težkem času je bil 1937 izvoljen predstojnik Alipius Linda, ki se je skupaj s kanoniki 30. aprila 1945 vrnil v samostan. Postopoma je bilo samostanu vrnjeno zaplenjeno premoženje. Kot predstojnik je Alipius umrl leta 1953, ko je bilo najhujše že mimo in njegov naslednik, Gebhard Koberger (1953-1995) je lahko pospešil gospodarsko in finančno obnovo. Gebhard je bil leta 1969 izvoljen kot prvi avstrijski opat primas v avguštinskem kanonskem redu in tudi sodeloval na drugem vatikanskem koncilu.
Njegov naslednik je postal leta 1995 še zdaj predstojnik Bernhard Backovsky, ki je od leta 2002 generalni opat avguštinske avstrijske kongregacije in od leta 2010 opat primas vseh avguštinskih kanonikov. On vlaga predvsem v versko, gospodarsko in kulturno življenje samostana. To vključuje obnovo stavb, gradnjo toplarne na daljinsko biomaso in nekaj javnih stavb v Klosterneuburgu in številne socialne projekte.
Trenutno je v samostanu Klosterneuburg skoraj 50 kanonikov, vključno s približno 15 mladinci. Živijo v skladu s pravili iz Sv. Avguština. Z oblačilom se začne za nove kanonike enoletni noviciat, ki mu sledi redovniška zaobljuba za obdobje treh let. Potem se slovesno se je mogoče slovesno zaobljubiti, pri čemer to velja za življenjsko dobov samostanu in zaobljubo večni poslušnosti, revščini in čistosti. Običajno so novinci teološki študentje in postanejo duhovnik s ciljem. Večina kanonikov dela kot kaplan v eni od 27 župnij. Poleg tega so vključeni kot znanstvenik, učitelj ali pa v upravi samostana. Konvencija je organizirana demokratično, predstojnik je voljen.

## Župnijske in socialne dejavnosti
Samostan Klosterneuburg skrbi za skupaj 27 župnij (24 na Dunaju in v Spodnji Avstriji, eno na Norveškem in dve v ZDA). Župnijske samostanska cerkev in cerkev svetega Martina v Klosterneuburgu pripadata od svoje ustanovitve samostanu, druge so postopoma dodajali s širitvijo lastništva zemljišč ali prek reform cesarja Jožefa II. (Jožefinske reforme). Trenutno  skrbijo za naslednje župnije:
- Klosterneuburg: samosta, župnija Kierling, St. Leopold, St. Martin, Kritzendorf, Weidling, Höflein
- Ostala Spodnja Avstrija: Haselbach, Korneuburg, Langenzersdorf, Reinprechtspölla, Stoitzendorf, Tattendorf
- Dunaj: Maria Lourdes, Meidling, Maria Hietzing, Grinzing, Heiligenstadt, Kahlenbergerdorf, Neustift am Walde, Nussdorf, Sievering, Donaufeld, Floridsdorf
- Norveška: Bergen
- ZDA: Sv. Patrick in sv. Rok (S. Rocco) v škofiji Rockville Centre, v državi New York [2]

Glede na socialni statut, sprejet leta 2000, se vsako leto vsaj 10% sredstev dobička, pridobljenih iz kmetovanja, nameni za socialne namene. Najpogostejši socialni projekt predstavlja akcija Concordia, projekt patra Georg Sporschilla, ki pomaga skoraj 100 romunskim otrokom z ulice in starejšim v Moldaviji. Spodbujajo tudi nekaj manjših ukrepov, kot so centri za varstvo otrok v Indiji in Hondurasu, projekt pomoči ženskam v Afganistanu ali na očesni kliniki v južnem Sudanu. 

## Gospodarski pomen
Kmetije samostana Klosterneuburg zagotavljajo potrebne gospodarske temelje za verske, socialne in kulturne naloge. Glavna poslovna področja so kmetijstvo in gozdarstvo, nepremičnine, kultura in turizem. Kmetije zaposlujejo več kot 200 zaposlenih, medtem ko je velik poudarek na trajnostem upravljanju, zmanjšanju CO₂ in družbeni odgovornosti.
Samostan ima velik pomen predvsem v vinogradništvu. Vinotoč samostana Klosterneuburg upravlja s 108 hektari obdelovalnih površin in je ne le eno največjih, ampak tudi najstarejše vinsko posestvo v Avstriji. Ustanovljeno je bilo že v času Leopolda III.. Od 1860 obstaja tudi vinska šola, ki je bila v nekdanjem Kuchlhof, namensko zgrajen s pomočjo samostana. Iz tega je nastala današnja Zvezna ustanova in Zvezni urad za vinogradništvo in sadjarstvo. Vinotoč samostan Klosterneuburg ima od leta 2009 kot prva klet v srednji Evropi CO₂ nevtralno vino.
Samostan ima nadalje posestva v Klosterneuburgu in okolici, v okrožju Korneuburg in na severozahodu Dunaja, ki je dan v najem. Iz lastnih gozdov pridobiva surovino za ogrevanje na lesno biomaso, ki je bila zgrajena v zadnjih letih, s katerim ogrevajo stavbe samostana in nekatere komunalne objekte (Rotovž in bolnišnico) v Klosterneuburgu.
Samostan je odprt vse leto za obiskovalce in je ena glavnih znamenitosti dežele Spodnje Avstrije. Številni tematski izleti nudijo vpogled v različne območje samostana. Edinstvena arhitektura, bogata umetniška zbirka, pa tudi proces proizvodnje vina so glavni potencial. Široka paleta dogodkov (koncerti, od leta 1994 operni festival, razstave) in gastronomija dopolnjujejo ponudbo. 

## Arhitektura in oprema

### Samostanska cerkev
Samostansko cerkev Marijinega Kristusovega rojstva je leta 1114 podaril mejni grof Leopold III. in je bila posvečena leta 1136. Prvotna cerkev je bila triladijska romanska bazilika s prečno ladjo in monumentalnim Westwerkom. V 17. in začetku 18. stoletja je bila v več fazah barokizirana. Dela so izvajali zelo cenjeni umetniki, kot so Giovanni Battista Carlone, Pietro Maino Maderno, Peter Strudel, Antonio Bellucci, Matthias Steinl, Johann Michael Rottmayr in Santino Bussi. Znane so tudi orgle iz leta 1642, ki jih je izdelal Johann Freundt iz Passaua in so ene izmed najpomembnejših instrumentov Avstriji. V poznem 19. stoletju je arhitekt Friedrich von Schmidt zgradil zvonika v neogotskem slogu in oblikoval zunanjost ladje v neo-romanski obliki.

### Križni hodnik
Ohranjeni srednjeveški deli samostana Klosterneuburg se nahajajo severozahodno od samostanske cerkve. Posebej zanimiv je križni hodnik, zgrajen med 1250-1350 in je bil opremljen s šest-delnim rebrastim obokom. Po katastrofalnem požaru leta 1330 je bil okrašen z dragocenimi vitraji, od katerih so še vedno ohranjeni nekateri odlomke v samostanskem muzeju in v Leopoldovi kapeli. Križni hodnik je bil obnovljen 1869-1881.
Vzhodno od križnega hodnika je nekdanja kapiteljska dvorana (današnja Leopoldova kapela), v kateri je grobnica ustanovitelja samostana, mejnega grofa Leopolda III. in njegove žene Agnes. Na levi strani rešetke kapele vodi navzdol stopnišče do nejavne grobnice. Po kanonizaciji mejnega grofa leta 1485, je to področje postalo pomembno romarsko mesto. Prostor je bil opremljen s štukaturami med 1677-1680 Jakoba Schlaga in freskami Johanna Christopha Prandtla. Stropni prizori kažejo različne čudeže, ki jih so morali potekati s sodelovanjem Svetega Leopolda. V tej sobi je slavni Verdunski oltar iz 1181, v katerega je bil pritrjen leta 1936 relikviarij z ostanki sv. Leopolda.
Na severni strani križnega hodnika so našli vodnjak (Brunnenhaus), ki je bil zgrajen v devet-krakem tlorisu in sprva zagotavljal bazen vode. Od 20. stoletja stoji tu sedem kraki svečnik, ki je bil zgrajen okrog leta 1135 in tako predstavlja najstarejši ohranjen kos cerkvene opreme. Prvotno je bil v prezbiteriju romanske cerkve in bil iz baročne cerkve odstranjen. Verjetno je bil narejen v Veroni v bronu in darilo mejnega grofa samostanu. V virih se svečnik imenuje zaradi svoje drevesu podobni oblike Sambucus (bezgovo drevo) - domnevali so, da je v notranjosti lestenca bilo bezgovo drevo, na katerem je bila najdena legendarna Agnesina tančica. V resnici ima videz svečnika teološko ozadje. Oblika judovskega svečnika menora je tukaj še posebej v krščanskem smislu "Jessejevo drevo" (rodovnik Kristusa) in se lahko interpretira kot sedem rok, ki simbolizirajo sedem darov Svetega Duha.
V jugozahodnem kotu križnega hodnika je Wehingenova kapela (tudi Freisinška kapelica), ki je bila posvečena leta 1394. Služi kot kraj pokopa brata Bertolda (freisinški škof, † 1410) in Reinharda von Wehingena († 1394). Kapela je bila bistveno zmanjšana v 17. stoletju in predelana v 19. stoletju. Razen nekaj arhitekturnih elementov so ohranjeni le visoko kakovostni srednjeveški nagrobniki.

### Leopoldihof (Kuchlhof)
Zahodno od križnega hodnika ležijo druga področja starega samostana, združena okrog Leopoldihofa. Tukaj ej bila samostanska kuhinja znana tudi kot "Kuchlhof". Vstop je bil skozi gotsko vhodno lopo iz 14. stoletja z dvostranskimi nišami. Takoj za njo, na zahodni strani, je nekdanja dvonadstropna palača grofa Leopolda III., ki je bila zgrajena v začetku 12. stoletja in je paru služila kot prebivališče. V poznejših časih je bila ta stavba večkrat prezidana. V poznem 15. stoletju so bili dodani erkerji (izzidki na fasadi), preddverje in okna s predelki v obliki križa. Leta 1860 so bili na novo urejeni sadovnjaki in vinogradi in ustanovljena šola, iz katere se je sčasoma razvila Klosterneuburška enološka šola. Danes se v teh prostorih nahaja samostanski arhiv.
Na nasprotni strani je stara prelatura, ki je bila prav tako zgrajena v 12. stoletju in je bila prvotno samostoječa. Šele na začetku 17. stoletja je dobila svojo sedanjo obliko. Hkrati je na severnem območju dvorišča nastal Nov cesarski trakt, ki je bil namenjen visokim osebnostim. V vzhodnem kotu je danes Augustinus Saal (bivši. refektorij), ki je bila zgrajena že 1508 in leta 1725 popolnoma prenovljena. Danes se ta prostor uporablja za prireditve in koncerte. V sredini dvorišča je vodnjak iz leta 1592, s figuro sv. Leopolda iz leta 1680.
- Gotska vhodna dvorana v Leopoldihof
- Poznogotski Erker na nekdanjem gradu

### Baročni cesarski trakt
Baročni samostan je bil od 1730 načrtovan kot monumentalno samostansko prebivališče cesarja Karla VI., zasnovala pa sta ga Donato Felice d'Allio in Joseph Emanuel Fischer von Erlach. Ko je cesar nepričakovano umrl leta 1740, je prišlo do zaustavitve gradnje. V tem času je bila zgrajena le ena osmina načrtovanega objekta. Zaključen 1834-1842 kot eden izmed hofov (tako imenovani. Kaiserhof), ki ga je zasnoval Joseph Kornhäusel, s katerim je bila končana vsaj četrtino načrtovanega "avstrijskega Escoriala".
Zunanje fasade so dobile tipično baročen značaj in so bile bogato strukturirane - predvsem vzhodna fasada. Njihova prvotna zasnova je predvidela konveksno naprej nagnjen balkon, monumentalne stebre in ogromno kupolo s cesarsko krono. Druga kupola nad severovzhodnim vogalnim paviljonom ima obliko avstrijske nadvojvodske kape.
Nedokončana Sala Terrena v sredini vzhodnega trakta zdaj služi kot sprejemnica za obiskovalce in ponuja zanimiv vpogled v baročno gradnjo. Ta prostor je moral biti zasnovan kot neke vrste jama ali vrtna dvorana, za katero je cesarski dvorni kipar Lorenzo Mattielli ustvaril okoli leta 1735, spomenik moškega Atlasa.
V prvem nadstropju vzhodnega trakta so cesarjevi apartmaji, ki so dostopni prek mogočnega cesarskega stopnišča. Od tu se pride v Marmorno dvorano, ki je v spodnjem delu obkrožena z mnogo stebri. Stropno fresko die Glorie des Hauses Österreich (slava avstrijske hiše) iz leta 1749, je naslikal Daniel Gran. Poveličuje njegovo veličastvo Avstrije in nekdanje vladajoče dinastije in sicer Babenberžane, Habsburžane in Habsburško-Lorrainške. Polni naslov je: Ehre, Ruhm und Majestät des Hauses Österreich, im Babenbergischen Stamme angefangen, im Habsburgischen Hause mehr erhöht und im Lotharingischen befestiget. Freska prikazuje več skupin:
- V sredini je obelisk z upodobitvijo Svetega mejnega grofa Leopolda III.
- Alegorija die österreichische Majestät (avstrijskega veličanstva). Ženska figura kot alegorija avstrijskega veličanstva (Marija Terezija) s tremi velikimi kronami, ki predstavljajo: rimsko-nemško cesarsko krono, madžarsko Štefanovo krono in češko krono  Svetega Venceslava (češko Svatováclavská koruna).
- Alegorija die österreichische Tapferkeit (avstrijski pogum). Predstavljen je Leopold V., ki je slavil z avstrijskim ščitom nad Turki.
- Alegorija die österreichische Klugheit und Standhaftigkeit (avstrijska preudarnost in trdnost). Modrost simbolizira žensko s kačo, medtem odločnost s stebrom zdrobi večglavo Hidro.
- Vereinigung der Häuser Habsburg und Lothringen (združitev Habsburške in hiše Lorraine) utelešata cesarski par Marija Terezija in Franc I. Štefan Lotarinški

- Sveti mejni grof Leopold, detajl stropne freske v Marmorni dvorani
- Avstrijsko veličanstvo, detajl stropne freske v Marmorni dvorani
- Avstrijski pogum, detajl stropne freske v Marmorni dvorani
- Avstrijska preudarnost in trdnost , detajl stropne freske v Marmorni dvorani
- Združitev Habsburške in hiše Lorraine , detajl stropne freske v Marmorni dvorani

Na severu so zaprite bivalne sobe cesarja Karla VI., ki so bile končane v času življenjske dobe cesarja. Poleg d'Allio, sta na projektu delala brata Gaetano in Santino Bussi. Ikonografija opreme je tukaj povsem prilagojena Karlu VI. in njegovemu motu Constantia et Fortitudine (z stanovitnostjo in pogumom). Reliefi na kaminu in stropni štuk so različni, kar ustreza alegorijam in vrlinam. V štukature na stopu za primer prikazujejo  Gastmahl der Königin von Saba bei König Salomon ('Obisk kraljice iz Sabe pri kralju Salomonu'), kar naj bi namigovalo na modrost cesarja poleg funkcije sobe. V istem prostoru tapiserija iz bruseljske delavnici Urbain Leyniers izstopa s sceno iz romana Télémaque François Fenelona. Vendar pa je Karl VI preživel v teh prostorih samo eno noč iz 14 na 15. november 1739 - Naslednje leto je že umrl.

### Zgradbe na samostanskem trgu
Južno os samostana se razteza prostoren kraj v sredi katerega je tako imenovan  Tutz-Säule . Gotska večna luč, ki je je leta 1381 podaril državljanom Klosterneuburga Michael Tutz kot pomoč proti kugi. Verjetno jo je naredil Michael Knab, ki je sodeloval tudi pri stolnici svetega Štefana na Dunaju in kaže prizore iz Kristusovega pasijona.
V jugozahodnem vogalu trga je tako imenovani Binderstadel. Pozno gotska dvorana, ki je bila zgrajena leta 1500 in v kateri je od 1704 postavljen znan velik sod (56 000 litrov), v katerega po tradiciji vsako leto na Leopoldifest (15. november) zabijejo pipo (Fasselrutschens).
V pohodniškem vodniku iz obdobja bidermajerja, delo Wien's Umgebungen auf zwanzig Stunden im Umkreise (okoli Dunaja v dvajsetih urah) Adolfa Schmidla iz leta 1835, je opisan tudi ta sod velikan.
V neposredni bližini je tudi Sebastianikapelle, ki je bila posvečena leta 1421. Leta 1787 je bila oskrunjena in se je spremenila v lopo, čeprav je bila le nekoliko prej na novo obokana. Leta 1965 so jo preuredili v kapelo, ki jo je znova zasnoval Wilhelm Zotti. Njena veža je nastala iz kapiteljske dvorane samostana St. Bernard bei Horn (iz okoli 1270), ki je bila tam erodirana in v Klosterneuburgu zgrajena znova.
V južnem področju trga so še vedno ostanki palačnega kompleksa Leopolda VI., del Capella Speciosa (posvečena 1222). Danes so ohranjene nekatere stene in temelji tega sistema.
V vzhodnem delu samostanskega trga so našli prvotni kor cerkve Matere božje. Predstavlja preostanek ženskega samostana, ki je bil ustanovljen leta 1133 hkrati z uvedbo avguštinskih kanonikov. Cerkev je bila obnovljena v 14. stoletju, vendar je bila po smrti zadnje predstojnice leta 1568 zapuščena. Leta 1722 je bila od-posvečena in razdeljena na dva dela, ki se danes uporabljata v gospodarske namene.
- Samostanski kompleks
- Samostanski trg z večno lučjo v ospredju.
- Večna luč.
- Sebastjanova kapela.
- Ostanki Capella Speciosa.

## Umetniška zbirka / Muzej
Samostanski muzej je eden najstarejših muzejev na svetu. Leta 1774 ga je ustanovil predstojnik Ambros Lorenz (1772-1781) in je znan predvsem po svoji zbirki srednjeveške umetnosti. Med najpomembnejšimi deli je tako imenovani Verdunski oltar. Velik Albrechtov oltar (1438), delo Ruelanda Frueaufa d. J. (1500), ter družinsko drevo Babenbergeržanov (1490). V muzej so tudi pomembni primeri gotskih skulptur, kot je znamenita Madonna Klosterneuburg(okoli 1300).
V (na voljo od leta 2011) zakladnici je še posebej dragocena zbirka slonovine, zlatnine in srebrnine od srednjega veka do 20. stoletja. Med njimi je med drugim Avstrijska nadvojvodska kapa, monštranca (1714), kot tudi predmeti, ki so povezani s svetim Leopoldom. Posebej zanimive so zgodovinske zakladne omare, ki so bile izdelane leta 1677 in so bili vključene v prenovo.
V kasnejših stoletjih je samostan zbral predvsem upodobitve svetega Leopolda in podobe o samostanu Klosterneuburg. Med njimi so dela mladega Egona Schieleja. V zadnjih letih je poudarek na zbiranju vse bolj moderne in sodobne sakralne umetnosti.
Znatno povečana je bila umetniška zbirka v letu 2011, kot zapuščina Alfreda Sammerja, ki je obsegala slike, risbe in skulpture iz srednjega veka do 20. stoletja, vključno zdeli Josefa Mikla in Markusa Prachenskyga.
Z letom 2008 so začeli z St.-Leopold-Friedenpreis, nagrado za mir, s katero samostan Klosterneuburg odlikuje sodobne umetnike. Tema natečaja združuje versko ozadje s humanitarnostjo.
- Rodovnik Babenbergerjev.
- Rueland Frueauf der Jüngere, Leopold III. jaha na lov.
- Egon Schiele, Pogled na samostan Klosterneuburg, 1907.
- Zakladnica.
- Potovalni kelih sv. Leopolda.
- Marijin ornat (1910/11), oblikoval Anton Hofer.